# Hotel Glória
O Hotel Glória foi um hotel de luxo localizado na cidade do Rio de Janeiro, no bairro da Glória. Foi construído no local do antigo palacete do empreendedor inglês John Russel (o pioneiro dos serviços de saneamento na cidade do Rio de Janeiro).

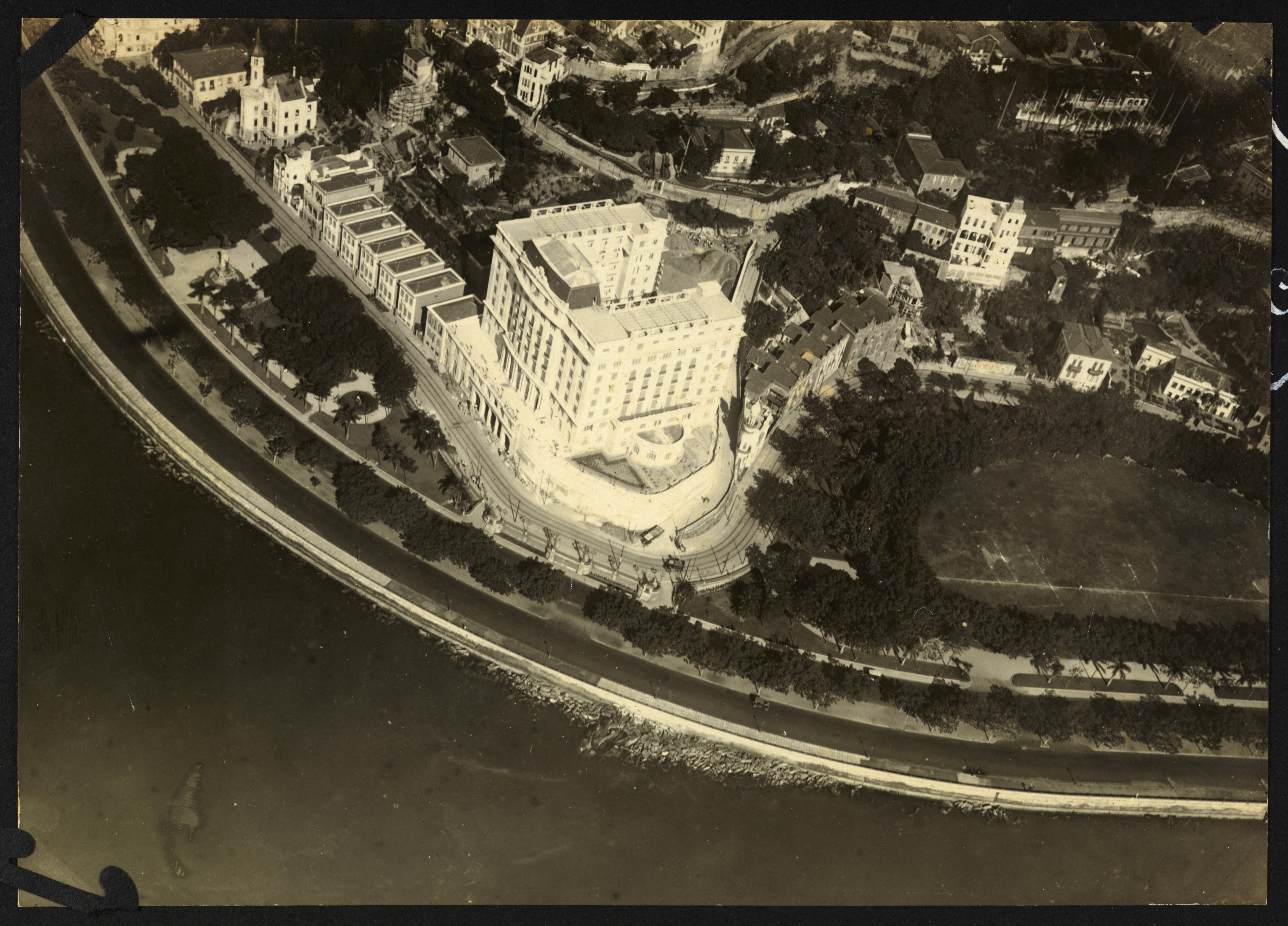
Vista aérea do Hotel Glória, entre 1922 e 1927.

Sua construção foi uma iniciativa do empresário Rocha Miranda, por meio da Companhia de Hotéis Palace, para ser o primeiro hotel cinco estrelas do Brasil. Foi inaugurado em 15 de agosto de 1922, em paralelo à Exposição Internacional de 1922, realizada em comemoração ao centenário da independência do Brasil.
O projeto do edifício foi de Joseph Gire, o mesmo arquiteto que projetou o Copacabana Palace Hotel, em estilo neoclássico e dotado de teatro, cassino, salões de festas e de jogos, áreas de lazer e 150 quartos. Sua construção foi auxiliada por engenheiros alemães. Foi o primeiro prédio em concreto armado da América do Sul e o primeiro a receber a classificação de cinco estrelas no Brasil.

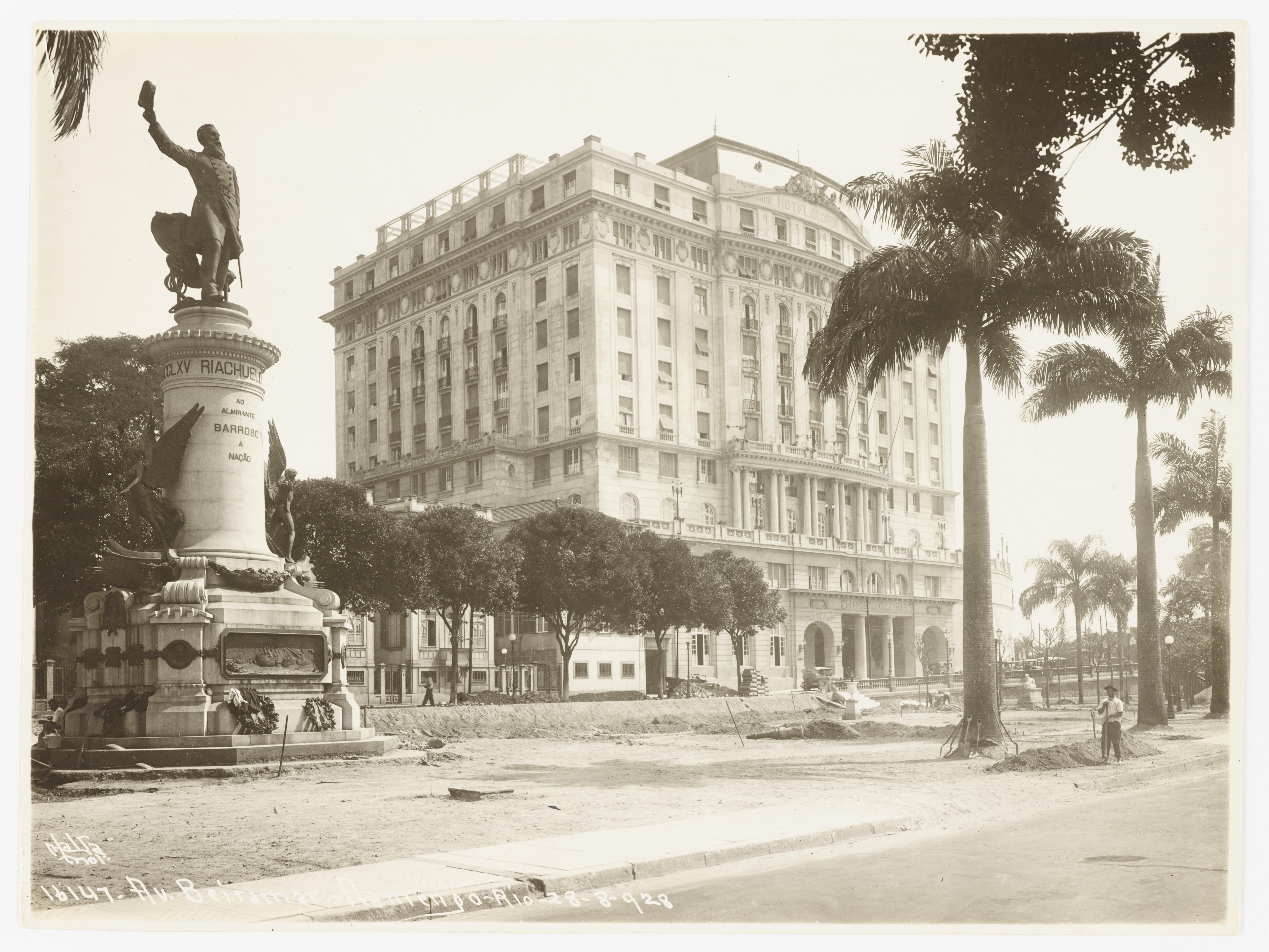
Hotel Glória; à esquerda, monumento ao Almirante Barroso. Fotografia de Augusto Malta, por volta de 1928.

Devido à sua proximidade com o centro financeiro e político da cidade do Rio de Janeiro, o Hotel Glória sempre abrigou grandes artistas do cinema, cantores, políticos e chefes de Estado, além de sediar eventos como convenções, congressos e bailes de formaturas. Uma de suas marcas foi o concurso de fantasias de carnaval, que teve 34 edições até o ano de 2008. Nesses eventos, Clóvis Bornay e Evandro de Castro Lima sempre eram figuras de destaque.

## Fechamento e abandono
Em 2008, após 86 anos de atividade e 50 anos como propriedade da família de Eduardo Tapajós, o hotel foi vendido ao empresário Eike Batista por R$ 80 milhões. Na ocasião da compra, o empresário anunciou que pretendia "resgatar o charme dos anos 1920", transformar o hotel para o padrão "seis estrelas" e colocá-lo "entre os dez melhores hotéis do mundo".
Após o início de uma reforma completa, em 2009, houve denúncias a respeito da desfiguração de sua arquitetura original, que não teria sido autorizada pelo Conselho Municipal do Patrimônio Cultural. Essas irregularidades não foram constatadas pelas autoridades competentes.
Em agosto de 2010, o BNDES anunciou um financiamento de R$ 146,5 milhões para a reforma do hotel, dentro da linha "ProCopa Turismo", visando a Copa do Mundo de 2014. Em 2013, porém, veio a falência do Grupo EBX, de Eike Batista, e as obras foram paralisadas.
No início de 2014, Eike Batista vendeu o hotel por cerca de R$ 500 milhões para o fundo suíço Acron AG, que tinha o objetivo de reinaugurar o local para as Olimpíadas de 2016. Porém, as obras não foram reiniciadas, supostamente pelo fato de o empresário não ter providenciado certidões e outros documentos legais necessários para efetivar a compra, e o fundo Acron acabou desistindo do negócio, formalizando o distrato da compra no início de 2016.
Logo após desfeito o primeiro negócio, o empresário vendeu novamente o hotel, desta vez para o fundo soberano de Abu Dhabi, o Mubadala. O valor da transação não foi divulgado.
O abandono das obras tem provocado transtornos na região, desvalorizando imóveis e preocupando moradores com o aparecimento de criadouros de mosquitos transmissores de doenças como dengue, zika e chikungunya. Em nota datada de março de 2016, Eike Batista lamentou o transtorno à população carioca e disse acreditar que os novos proprietários estariam empenhados em encontrar uma solução satisfatória. Acrescentou que o local era dedetizado duas vezes por semana e que uma empresa seria contratada para drenar a água parada. O fundo Mubadala não se manifestou.
Porém, até fevereiro de 2018 os novos proprietários ainda não reiniciaram as obras de reforma, o imóvel continua em ruínas, os problemas causados pelo abandono continuam e o futuro do local é incerto.
Em 2022, foi anunciado que o Hotel Glória sera um residencial, sendo realizado pelas empresas Opportunity e Sig.